# إكستراكشن (فلم 2020)
إكستراكشن (بالإنجليزية: Extraction) هو فيلم إثارة أمريكي تم إصداره عام 2020. من إخراج سام هارجريف (في أول ظهور له) وتأليف جو روسو.

## ملخص قصة
بعد يوم في المدرسة، يتسلل أوفي ماهاجان – ابن لورد مخدرات هندي مسجون – من منزله لزيارة أحد النوادي، حيث اختطفه ضباط الشرطة الذين يعملون لصالح أمير آصف، وهو زعيم مخدرات منافس.ساجو يزور راف، وهو عامل سابق في شركة (Para SF) وحامي أوفي، والده في السجن. والد أوفي غير راغب في دفع الفدية لأنها سوف تضر هيبته، أمر أوفي ماهاجان الأب ساجو بانقاذ ابنه، ووعده بانه أن لم يفعل فسيؤذي عائلة ساجو.
تايلر راك، وهو مرتزق في السوق السوداء وعامل سابق في SASR، تم تجنيده من قبل زميله المرتزق خان لإنقاذ «أوفي» من دكا، بنغلاديش. فريق تايلر راك وخان يستعدان لاستخراج «أوفي»، مع رجال والده الذين من المقرر أن يدفعوا لهم بمجرد استعادة «أوفي». تايلر راك ينقذ أوفي، ويقتل خاطفيه، ويأخذه إلى مكان الهروب، ولكن رجال والد «أوفي» يفشلون عمدًا لتحويل الأموال. وبدلاً من ذلك، يقتل ساجو زملاء تايلر راك لإعادة «أوفي» بنفسه لتجنب أي دفع لمجموعة المرتزقة. علم آصف بهروب «أوفي»، فأمر بإغلاق مدينة دكا بالكامل.
خان يرتب لطائرة هليكوبتر لاستخراج تايلر راك خارج المدينة وخان يقول لـتايلر أن يتخلى عن «أوفي» لأنه لن يحصلوا على المال الصفقة إنقاذ «أوفي» ولكن تايلر راك يرفض، لأنه يرى ابنه بـ اوفي، الذي توفي في سن مبكرة بسبب سرطان الغدد الليمفاوية. بعد الهروب من ساجو والشرطة الفاسدة والوحدات التكتيكية، يحارب تايلر راكعصابة من الصبية بقيادة فرهاد وهو مجرم شاب إعجب آصف به. يتصل تايلر راك بصديقهُ غاسبار، وهو زميل متقاعد في الفريق يعيش في دكا، وكان تايلر راك و«أوفي» يتواجدان في منزل غاسبار. غاسبار يكشف أن آصف قد وضع مكافأة قيمتها عشرة ملايين دولار على «أوفي»، غاسبار يعرض على تايلر راك المكافأة حتى يسمح له بقتل «أوفي» وتقاسم المال. تايلر راك رفض تلك الصفقة وبدأ بالشجار والمصارعة ضد غاسبار، وفي العراك قد غاسبار اوشك على قتل تايلر راك لولا تدخل اوفي الذي قام بقتل غاسبار باستخدام المسدس.
قام تايلر راك يتصل ساجو ويطلب مساعدته، مما اضطرهم إلى العمل معاً ليشكلا فريقاً للهروب من دكا. تايلر راك يلفت الانتباه الجنود بعيدا عن ساجو الذي كان متنكرًا هو و«أوفي» والاثنين شقى طريقهما من خلال نقطة تفتيش جسر، ثم يتبعا لكمال هروبهم. ليقترب خان وجنودة المتبقين من الجانب الآخر من الجسر، بينما يشاهد آصف من بعيد بمناظير. وفي تبادل إطلاق النار الذي أعقب ذلك، قنص ساجو من قبل العقيد رشيد الذي هو الساعد الإيمن لـ آصف، ليقوم خان بدوره بقتل العقيد رشيد. الجريح تايلر راك يأمر أوفي بالذهاب إلى مروحية خان وتركه. لكن تايلر راك أصيب في رقبته من قبل فرهاد، عندما كان ينظر لـ «أوفي» ليراه، ويسقط تايلر راك في النهر. ليكملوا «أوفي» و خان وفريق الإنقاذ الهروب إلى مومباي.
بعد ثمانية أشهر، خان يقتل آصف في حمامات الرجال. و «أوفي» يقفز إلى حمام السباحة في مدرسته وليرى رجل يراقبه.

## الممثلين
| اسم الممثل      | اسم الشخصية |
| كريس هيمسورث    | تايلر راك   |
| ديفيد هاربر     |             |
| غلشيفته فراهاني | خان         |
| ديريك لوك       |             |
| بانكاج تريباثي  |             |
| رانديب هودا     | ساجو        |

## روابط خارجية
مقالات تستعمل روابط فنية بلا صلة مع ويكي بيانات